# Grand prix européen de chant choral
Le Grand prix européen de chant choral est une compétition internationale annuelle de musique vocale. Créé en 1989 en fédérant quatre concours de musique chorale, il regroupe désormais six villes européennes (Arezzo, Debrecen, Maribor, Tolosa, Tours, Varna) 

## Historique
Le concours est créé en 1988 à l'initiative des villes d'Arezzo (concours polyphonique Guido d'Arezzo (it)), Debrecen (concours choral international Bela Bartok), Gorizia (concours Cesare Augusto Seghizzi) et Tours (Florilège vocal de Tours). Dès 1989, Varna (concours choral international « Professeur Georgi Dimitrov ») rejoint le comité ; en 1990, Tolosa (concours choral de Tolosa) également. En 2008, Gorizia quitte le comité, et le concours de Maribor (Slovénie) y fait son entrée.

## Spécificité
Malgré son nom, le festival n'impose pas de critère géographique aux chorales participantes, qui peuvent venir du monde entier, ni d'âge, les chorales participantes pouvant être des chœurs d'enfants ou d'adultes.

## Palmarès
| Année | Édition | Ville-hôte | Chorale gagnante                          | Chef de chœur                             | Ville d'origine                           | Pays d'origine                            |
| ----- | ------- | ---------- | ----------------------------------------- | ----------------------------------------- | ----------------------------------------- | ----------------------------------------- |
| 1989  | 1       | Arezzo     | Kammerkoret Hymnia                        | Poul Emborg and Fleming Windekilde        | Copenhague                                | Danemark                                  |
| 1990  | 2       | Debrecen   | /                                         | /                                         | /                                         | /                                         |
| 1991  | 3       | Tours      | Chamber Choir of the Conservatoire        | Tadas Šumskas                             | Vilnius                                   | Lituanie                                  |
| 1992  | 4       | Gorizia    | St Jacobs Kammarkör                       | Gary Graden                               | Stockholm                                 | Suède                                     |
| 1993  | 5       | Varna      | Jauna Musica                              | Vaclovas Augustinas and Romas Skapas      | Vilnius                                   | Lituanie                                  |
| 1994  | 6       | Tolosa     | The Mats Nilsson Vocal Ensemble           | Mats Nilsson                              | Stockholm                                 | Suède                                     |
| 1995  | 7       | Arezzo     | Kallos Choir                              | Fumiaki Kuriyama                          | Tokyo                                     | Japon                                     |
| 1996  | 8       | Debrecen   | Pro Musica Leánykar                       | Dénes Szabó                               | Nyíregyháza                               | Hongrie                                   |
| 1997  | 9       | Tours      | Philippine Madrigal Singers               | Andrea Veneracion                         | Quezon City                               | Philippines                               |
| 1998  | 10      | Gorizia    | University of Mississippi Concert Singers | Jerry Jordan                              | Oxford                                    | États-Unis                                |
| 1999  | 11      | Varna      | Lunds Vocal Ensemble                      | Ingemar Månsson                           | Lund                                      | Suède                                     |
| 2000  | 12      | Tolosa     | Vesna Children Choir                      | Alexander Ponomariov                      | Moscou                                    | Russie                                    |
| 2001  | 13      | Debrecen   | Magnificat Children's and Youth Choir     | Valéria Szebellédi                        | Budapest                                  | Hongrie                                   |
| 2002  | 14      | Arezzo     | A.P.Z. Tone Tomsic                        | Stojan Kuret                              | Ljubljana                                 | Slovénie                                  |
| 2003  | 15      | Tours      | Kamerinis choras Brevis                   | Gintautas Venislovas                      | Vilnius                                   | Lituanie                                  |
| 2004  | 16      | Gorizia    | Kamēr...                                  | Māris Sirmais                             | Riga                                      | Lettonie                                  |
| 2005  | 17      | Varna      | Allmänna Sången                           | Cecilia Rydinger Alin                     | Uppsala                                   | Suède                                     |
| 2006  | 18      | Tolosa     | University of Utah Singers (en)           | Brady Allred                              | Salt Lake City                            | États-Unis                                |
| 2007  | 19      | Arezzo     | Philippine Madrigal Singers               | Mark Anthony Carpio (en)                  | Quezon City                               | Philippines                               |
| 2008  | 20      | Debrecen   | A.P.Z. Tone Tomsic                        | Urša Lah                                  | Ljubljana                                 | Slovénie                                  |
| 2009  | 21      | Tours      | Coro Universitario de Mendoza             | Silvana Vallesi                           | Mendoza                                   | Argentine                                 |
| 2010  | 22      | Varna      | Vokalna akademija Ljubljana               | Stojan Kuret                              | Ljubljana                                 | Slovénie                                  |
| 2011  | 23      | Tolosa     | The Swedish Chamber Choir                 | Simon Phipps                              | Göteborg                                  | Suède                                     |
| 2012  | 24      | Maribor    | Sofia Vokalensemble (en)                  | Bengt Ollén (en)                          | Stockholm                                 | Suède                                     |
| 2013  | 25      | Arezzo     | Kamēr...                                  | Jānis Liepiņš (lv)                        | Riga                                      | Lettonie                                  |
| 2014  | 26      | Debrecen   | St Jacobs Ungdomskör                      | Mikael Wedar                              | Stockholm                                 | Suède                                     |
| 2015  | 27      | Tours      | University of Utah Singers (en)           | Barlow Bradford                           | Salt Lake City                            | États-Unis                                |
| 2016  | 28      | Varna      | UT Insieme Vocale Consonante              | Lorenzo Donati                            | Santa Firmina                             | Italie                                    |
| 2017  | 29      | Tolosa     | Vesna Children Choir                      | Nadezhda Averina                          | Moscou                                    | Russie                                    |
| 2018  | 30      | Maribor    | The Resonanz Children Choir               | Avip Priatna                              | Jakarta                                   | Indonésie                                 |
| 2019  | 31      | Arezzo     | Kamēr...                                  | Aivis Greters                             | Riga                                      | Lettonie                                  |
| 2020  | 32      | /          | Annulé à cause de la pandémie de Covid-19 | Annulé à cause de la pandémie de Covid-19 | Annulé à cause de la pandémie de Covid-19 | Annulé à cause de la pandémie de Covid-19 |
| 2021  | 33      | /          | /                                         | /                                         | /                                         |                                           |
| 2022  | 34      | Tours      | Batavia Madrigal Singers                  | Avip Priatna                              | Jakarta                                   | Indonésie                                 |
| 2023  | 35      | Debrecen   | Sophia Chamber Ch.                        | Oleksii Shamrytskyi                       | Kiev                                      | Ukraine                                   |
| 2024  | 36      | Varna      | Zero8                                     | Rasmus Krigström                          | Stockholm                                 | Suède                                     |